# Мороз, Леонид Аврамович
Леони́д Авра́мович Моро́з (укр. Леонід Авра́мович Моро́з; род. 2 октября 1937, Киев) — украинский звукорежиссёр, Заслуженный работник культуры Украины (1994).

## Биография
Родился 2 октября 1937 года в Киеве.
В 1967 году окончил факультет радиоэлектроники Киевского политехнического института.
Работал техником, мастером по ремонту звуковой аппаратуры студии «Киевнаучфильм». С 1967 года — звукооператор этой студии.
Оформил ленты: «УРАТ-1», «Мироновские пшеницы» (1967), «Мышцы, XX век», «Михаил Стельмах», «Человек, который умел летать», «Семь шагов за горизонт» (1968), «Андрей Головко», «Кит и кот», «Человек, которая умел творить чудеса», «Марс XX» (1969), «Сказка про доброго носорога», «Журавлик», «Как казаки в футбол играли», «Аркадий Гайдар», «Думают ли животные?» (1970), «Добрый и злой», «Я и другие» (1971), «Страшный серый лохматый» (1971), «От звонка до звонка» (1971), «Удивительный китёнок» (1971), «Братец Кролик и братец Лис», «Вокруг света поневоле», «Приближение к истине», «Убийца известен» (1972), «Тёплый хлеб», «Приключения жирафки», «Была у слона мечта» (1973), «Злодеяния», «Высота Максима Гуржия» (1975), «Все в жизни бой. Ярослав Галан», «Марокко. Размышления в пути» (1976), «Горькое эхо», «Хорватия. Земля и люди», «Мир Ивана Генералича», «Золотой сентябрь воссоединения. Годы и судьбы» (1979), «Адрес миллионов» (1980), «Врубай Битлов» (1990), «Мир Параски Горицвит» (1992, в соавт.), «Начиная с прошлого» (1996, в соавт.), «Ради жизни», «Любите Украину», «Маэстро Авдеевский», «Олесь Гончар. Послесловие», «Украина сегодня» (№ 1, 2, 3), «Реконструкция Дворца Украина», в соавт.), «Я — камень из божьей пращи», «К отчему порогу», «Корабли и корабелы» (в соавт.), «Мы любви не видели — не война, так горе» (1997), «Синяя Шапочка (1998, мультфильм)» и другие.
Член Национального Союза кинематографистов Украины.